# Celestus occiduus
Celestus occiduus је гмизавац из реда Squamata и фамилије Anguidae.

## Угроженост
Ова врста је изумрла, што значи да нису познати живи примерци.

## Распрострањење
Ареал врсте је био ограничен на једну државу. 
Јамајка је била једино познато природно станиште врсте.